# McLennan
McLennan är en ort i Kanada.   Den ligger i provinsen Alberta, i den centrala delen av landet, 3 100 km väster om huvudstaden Ottawa. McLennan ligger 620 meter över havet och antalet invånare är 809. Den ligger vid sjön Kimiwan Lake.
Terrängen runt McLennan är platt, och sluttar västerut. Trakten runt McLennan är nära nog obefolkad, med mindre än två invånare per kvadratkilometer.. Närmaste större samhälle är Falher, 19,1 km väster om McLennan.
Trakten runt McLennan består till största delen av jordbruksmark.